# 贝森布吕克
贝森布吕克是德国下萨克森州的一个市镇。总面积42.54平方公里，总人口7962人，其中男性3961人，女性4001人（2011年12月31日），人口密度187人/平方公里。